# Vuollelite
Vuollelite (aktuell stavning Vuelie Lijhtie) är en sjö i Vilhelmina kommun i Lappland som ingår i Ångermanälvens huvudavrinningsområde. Sjön är 20,4 meter djup, har en yta på 1,34 kvadratkilometer och befinner sig 485 meter över havet. Sjön avvattnas av Kultsjöån, som är en del av Ångermanälven.

## Delavrinningsområde
Vuollelite ingår i det delavrinningsområde (720231-149020) som SMHI kallar för Utloppet av Vuollelite. Medelhöjden är 596 meter över havet och ytan är 16,16 kvadratkilometer. Räknas de 185 avrinningsområdena uppströms in blir den ackumulerade arean 1 806,29 kvadratkilometer. Avrinningsområdets utflöde Ångermanälven mynnar i havet. Avrinningsområdet består mestadels av skog (78 procent). Avrinningsområdet har 1,63 kvadratkilometer vattenytor vilket ger det en sjöprocent på 10,1 procent.